# Сабришо I
Сабришо I (569, Бет Гармай — 604, Нисибис) — патриарх церкви Востока с 596 по 604 год.
После того, как патриарх Ишояб I не выступил с безусловной поддержкой шахиншаха Хосрова II (591—628) во время мятежа Бахрама Чубина, христиане в Персии оказались в сложном положении. Патриарх был вынужден бежать и умер в изгнании в 595 году, а началу обычных в подобных случаях гонений на христиан помешала необходимость сохранить поддержку со стороны Византии. Собор, который должен был избрать преемника Ишояба, продлился более года. О причинах такой задержки ничего не известно. Наконец, в пасхальный день 19 апреля 596 года Хосров утвердил патриархом епископа Лашома Сабришо.
О жизни Сабришо известно благодаря житию, составленному его современником, отшельником Петром. Согласно этому тексту, опубликованному Полем Беджаном, Сабришо родился в городе Ферозабад в горной провинции Шахризор. Исходя из указания «Хроники Сеерта», что на момент смерти патриарху было более 80 лет, это произошло около 524 года. Ещё будучи пастухом, он продемонстрировал непримиримую вражду к ереси, в результате чего избрал монашескую жизнь. Для углубления своих знаний он обучался в богословской школе Нисибиса, по окончании которой отправился в район Карду для занятий аскетизмом. Через 9 лет он вернулся на родину, построил себе келью и жил в горах, проповедую христианство. Был избран епископом Лашома после смерти епископа Савы.
Согласно «Хронике Сеерта», Сабришо играл важную роль в поддержании отношений с византийским императором Маврикием и патриархом Константинопольским Кириаком II. Своё влияние при шахском дворе Сабришо использовал для восстановления церквей, разрушенных в царствование Ормизда IV, и освобождения находящихся в тюрьмах христиан.
После начала очередной войны с Византией, несмотря на свой преклонный возраст, сопровождал персидскую армию. Умер в 604 году в Нисибисе во время осады Дары.